# Złote Piaski
Złote Piaski (bułg. Златни пясъци, Złatni pjasyci) – bułgarski kurort na wybrzeżu Morza Czarnego, około 17 kilometrów na północ od Warny.
Nazwa miejscowości pochodzi od złotego piasku. Według legendy na tamtejszej plaży piraci zakopali skarb, a natura zamieniła go w złoty piasek.

## Charakterystyka
Złote Piaski to najpopularniejszy kurort Bułgarii, którego budowa rozpoczęła się w 1957 roku. Obecnie znajduje się tam ok. 240 hoteli, wille, kasyna oraz przystań jachtowa, park wodny, baza jeździectwa i inne atrakcje turystyczne. Plaża ma długość 3,5 km, a jej szerokość sięga 100 metrów.
Obecnie największą grupę turystów stanowią tam Niemcy, Brytyjczycy, Rosjanie, Skandynawowie, a także Polacy.
4 km od miasta znajduje się monaster Aładża.